# 宮崎市立加納中学校
宮崎市立加納中学校（みやざきしりつ かのうちゅうがっこう）は、宮崎県宮崎市清武町にある公立中学校。

## 沿革
- 1999年4月1日 - 清武中学校より分離して開校。
- 1999年6月23日 - 現在の制服が決定。
- 1999年8月19日 - 校旗・校章旗決定。
- 1999年8月31日 - 体育館完成。
- 1999年9月1日 - 校歌決定。
- 2000年3月2日 - プール完成。
- 2000年3月31日 - 正門完成。
- 2010年3月23日 - 宮崎市との合併に伴い宮崎市立加納中学校に改称。

## 概要
- 生徒数 419名
- 学級数 16 (通常学級13 支援学級3)

（2021年4月1日現在）
清武町の人口増加に伴い清武中学校から独立する形で開校した。
清武町と宮崎市が合併することに伴い、2010年3月23日より宮崎市立加納中学校となった。

## 学区
- 加納（丁目）
- 加納（丁目なし）
- あさひ
- 池田台
- 池田台北
- 船引

## 交通
- 宮崎交通バス「クリーン池田台」もしくは「池田」下車。

## 行事
９月中旬頃に体育大会、1０月頃に文化発表会、合唱コンクール、12月頃に持久走大会があります。
1年では、校外学習があります。
2年では、職場体験、関西方面の修学旅行があります。
3年では、クラスマッチが行われわます。
そして、部活動の大会前では激励会があります。

## 生徒会
生徒会には以下の機関がある。
- 生徒総会
- 代議員会
- 執行部会
- 全校各部委員会
  - 学習委員会
  - 美化委員会
  - 文化委員会
  - 生活委員会
  - 保体委員会
  - 給食委員会
- 各学年委員会

年に一回、5月頃に生徒総会を行う。生徒総会までは、学級討議で、生徒総会に出す事について、話し合う。

## 部活動

### 文化部
- 吹奏楽部
- 文化部（家庭、美術）

### 体育部
- バスケ部（男・女）
- ソフトテニス部（男・女）
- 女子バレー部
- 陸上部
- 野球部
- サッカー部
- 卓球部
- 剣道部

## 制服
- 男子　
  - 冬服はブレザー、カッターシャツ、スラックスである。
  - 夏服はカッターシャツ、スラックスである。
- 女子　
  - 冬服はブレザー、カーディガン、カッターシャツ、吊りスカートである。
  - 夏服はカッターシャツ、吊りスカートである。